# 日立製作所本社サッカー部
日立製作所本社サッカー部（ひたちせいさくしょほんしゃサッカーぶ）は、かつて存在した日本のサッカークラブ。日立製作所のサッカー部として1940年に創部した。呼称は日立本社（1971年からは日立）。日本プロサッカーリーグ（Jリーグ）に加盟する柏レイソルの前身となったクラブである。

## 概要
1939年に日立製作所におけるサッカー同好会として活動を開始し、1940年に正式に日立製作所本社サッカー部として創設された。活動拠点は東京都小平市（1986年に千葉県柏市に移転）。1971年に日立製作所サッカー部に改称。
プロリーグ参加を目指し、1992年に日立製作所サッカー部を母体として株式会社日立スポーツを設立（日立製作所サッカー部としては解散）。1993年にクラブ名称を日立FC柏レイソルと改め、1995年にJリーグ参入を果たした。
活躍の歴史は非常に古く、日本リーグ（JSL）の源流となった全日本実業団サッカー選手権大会（1948年-1964年）で優勝2回、準優勝7回の成績を残した。
1965年に創設された日本リーグ（JSL）には初年度から参加（オリジナル8）。古河電工、三菱重工と共に丸の内御三家と称された。1972年には日本リーグと天皇杯の2冠を獲得。
Jリーグ創設前に社会人カテゴリーの主要大会 であった日本リーグ、JSLカップ、天皇杯、実業団選手権、都市対抗の全てでタイトルを獲得したのは日立と古河電工のみである。
1948年に社会人カテゴリーの全国大会が創設されて以降、実業団選手権（1948年-1964年）、日本リーグ（1965年-1992年）、Jリーグ（1993年-現在）の全てで日本一を達成しているのは、日立製作所／柏レイソルと東洋工業／サンフレッチェ広島のみである。

## 歴史

### 創設・黎明期
1939年に日立製作所におけるサッカー同好会として活動を開始し、1940年に正式に日立製作所本社サッカー部として創設。日立製作所には、既に茨城県日立市にある日立工場を中心としたサッカー部（通称茨城日立、1923年創設）が存在しており、区別するために「本社」が加えられた。
文献から確認できる最初の公式戦は、第10回関東実業団蹴球大会の1回戦・明治製菓戦（1941年2月2日）で、2-0で勝利した。同大会は決勝で第一生命保険に敗れたものの準優勝の成績を残した。1941年4月16日、関東実業団蹴球リーグの4部に所属することが承認された（他に古河電工（現ジェフユナイテッド千葉）や日本勧業銀行、日本曹達など）。1942年の明治神宮競技大会では準優勝を遂げている。その後、太平洋戦争勃発によりサッカー部の活動は休止を余儀なくされた。

### 戦後からの再興
終戦後の1946年に活動を再開。1947年に高橋英辰（後に日本代表監督、2009年にサッカー殿堂入り）が茨城日立から本社に転属した。
後の日本サッカーリーグ（JSL）の源流の1つとなった全日本実業団サッカー選手権大会（1948年-1964年）では、開催された17大会のうち優勝2回、準優勝7回の成績を残した。1951年から1954年にかけては4年連続で決勝に進出したが、いずれも当時黄金期を築いていた田辺製薬に敗れ準優勝に終わっている。ようやく1958年に決勝で古河電工を破って初優勝を果たした。1960年には天皇杯に初出場して3位に進出した。1963年には全国都市対抗サッカー選手権大会で初優勝した。

### 日本リーグ創設と黄金期
1965年に創設された日本サッカーリーグ（JSL）では、初年度から参加した8クラブ（オリジナル8）のうちの1つである。リーグ創設に際して古河電工（現ジェフユナイテッド千葉）、三菱重工（現浦和レッズ）と共に中心的な役割を果たした事から丸の内御三家と称された。しかし1960年代の日立は低迷し、1968年と1969年は入替戦に回った（いずれも勝利）。立て直しを図るため、日立製作所OBで日本代表監督も経験していた高橋英辰を監督に招聘した。
1971年に日立製作所サッカー部に改称した。1970年代には高橋英辰監督の厳しい指導から「走る日立」の異名をとり、1972年には日本リーグおよび天皇杯の2冠を獲得した。1975年に再び天皇杯を制すると、1976年には初代JSLカップ王者に輝いた。なお、日本リーグ創設以降に日立が獲得したタイトル（JSL2部は除く）は、全て高橋の指揮下にあった1972年から1976年にかけて達成したものである。

### 凋落・過渡期
一方で、夜間も練習可能な専用グラウンドを確保できるようになったのは、高橋が本格的にチーム強化を図るようになった1970年代に入ってからである。なお、この時期でも選手は社業が終わってからの練習開始であった。ライバルの古河や三菱は既に就業時間内でも練習可能な体制を確保していたことから、この遅れは顕著であった。1980年代に入っても、選手の給料体系にサッカーに従事することで得られるインセンティブが組み込まれておらず、1980年代後半にマネージャーとしてチームに復帰した久米一正は、これらの改革から着手しなければならなかった。
この事は古河や三菱に比べて日立が最もアマチュアリズムに対して保守的であったことを示している。高橋が定年によりチームを離れてから成績は徐々に下降線を辿り、プロリーグ化への移行が具体的に検討され始めた1980年代末から1990年代初めには、日立はJSL1部と2部の間を往来していた。日立は御三家の中で唯一、1993年のJリーグ開幕シーズンからの参入を果たす事が出来なかった。

### プロリーグ参加に向けて
1986年に活動拠点を東京都小平市から千葉県柏市に移転し、自前の専用球技場「日立柏総合グラウンド」（現在の三協フロンテア柏スタジアム）を開設させた。1990年にプロリーグ（後のJリーグ）参加を表明。1992年に日立製作所サッカー部を母体として株式会社日立スポーツを設立。1993年にクラブ名称を日立FC柏レイソルに変更し、Jリーグ準会員に承認された。1995年、開幕から3シーズン目にして念願のJリーグ参入を果たした。
1948年に社会人カテゴリーの全国大会が創設されて以降、各時代の最高峰である実業団選手権（1948年-1964年）、日本リーグ（1965年-1992年）、Jリーグ（1993年-現在）の全てで日本一を達成しているのは、日立製作所／柏レイソルと東洋工業／サンフレッチェ広島の2クラブのみである。

## ライバル

### 日本リーグ創設前
古河電工とのライバル関係は、1941年に共に関東実業団蹴球リーグ4部に配属されたところまで遡る。
1948年に創設された全日本実業団サッカー選手権大会では、当初は田辺製薬、日立本社、東洋工業などが強豪であった。しかし1950年代後半から古河電工が頭角を現し、1958年と1961年の実業団選手権、ならびに1964年の都市対抗は日立と古河による決勝となった。なお、実業団選手権と都市対抗は日本リーグ（JSL）の源流となった大会で、日本リーグ創設前は天皇杯、実業団選手権、都市対抗が社会人の国内3大タイトルとされていた。

### 日本リーグ時代
1965年に創設された日本リーグ（JSL）では、開幕から1980年頃までは古河電工、三菱重工、日立、東洋工業、ヤンマー、八幡製鉄の6クラブが概ね上位を占めていた。中でも、関東を拠点とする古河、三菱、日立の3クラブは、丸の内御三家としてリーグ運営に影響力を有するだけでなく、日本リーグ全27シーズンの大半（古河27シーズン、三菱26シーズン、日立24シーズン）を1部で過ごすなど、運営・競技の両面でライバル関係にあった。
この時代の日立は1970年代の黄金期を除くと古河や三菱の後塵を拝することが多かったが、日本リーグで積み上げた勝利数（151勝）は、JSL1部を経験した全22クラブ中、三菱（211勝）、古河（203勝）、ヤンマー（195勝）に次いで4位である。

### 現在の関係
3クラブとも、柏レイソル（旧日立製作所）、ジェフユナイテッド千葉（旧古河電工）、浦和レッズ（旧三菱重工）として、それぞれJリーグへの参入を果たした。
柏レイソルとジェフユナイテッド千葉は同じ千葉県を本拠地とすることになり、両クラブの対戦は千葉ダービーとして白熱する他、プレシーズンマッチとして開催されるちばぎんカップは毎年恒例の風物詩となっている。
浦和レッズは隣県の埼玉県を本拠地とした。柏レイソルと浦和レッズの対戦はダービーマッチとは銘打っていないものの、2013年のJリーグカップでは決勝で対戦するなど、共にJリーグの有力クラブとして隣県同士のライバル関係を保っている。

### 対戦成績
- 対古河電工（全国レベルの公式戦のみ）

| 大会名       | 試合数 | 日立勝利 | 引き分け         | 古河勝利 | 日立得点 | 古河得点 |
| ------------ | ------ | -------- | ---------------- | -------- | -------- | -------- |
| JSL1部       | 48     | 14       | 9 (1PK勝-0PK勝)  | 25       | 59       | 78       |
| JSLカップ    | 3      | 0        | 1 (1PK勝-0PK勝)  | 2        | 3        | 5        |
| 天皇杯       | 5      | 1        | 2 (1PK勝-1PK勝)  | 2        | 7        | 7        |
| 実業団選手権 | 3      | 2        | 0                | 1        | 6        | 5        |
| 都市対抗     | 1      | 0        | 0                | 1        | 1        | 3        |
| 通算         | 60     | 17       | 12 (3PK勝-1PK勝) | 31       | 76       | 98       |

- 対三菱重工（全国レベルの公式戦のみ）

| 大会名       | 試合数 | 日立勝利 | 引き分け         | 三菱勝利 | 日立得点 | 三菱得点 |
| ------------ | ------ | -------- | ---------------- | -------- | -------- | -------- |
| JSL1部       | 46     | 15       | 13 (1PK勝-0PK勝) | 18       | 65       | 77       |
| 天皇杯       | 4      | 0        | 0                | 4        | 4        | 10       |
| 実業団選手権 | 4      | 3        | 0                | 1        | 12       | 6        |
| 通算         | 54     | 18       | 13 (1PK勝-0PK勝) | 23       | 81       | 93       |

## 略歴
- 1939年 - 日立製作所のサッカー同好会として活動開始
- 1940年 - 日立製作所本社サッカー部として創設（活動拠点は東京都小平市）
- 1958年 - 全日本実業団サッカー選手権大会に初優勝
- 1963年 - 全国都市対抗サッカー選手権大会に初優勝
- 1965年 - 日本リーグ（JSL）に初年度から参加（オリジナル8）
- 1971年 - 日立製作所サッカー部に改称
- 1972年 - 日本リーグと天皇杯の2冠達成（共に初優勝）
- 1976年 - JSLカップ初優勝
- 1986年 - 千葉県柏市に活動拠点を移転
- 1992年 - 株式会社日立スポーツを設立（日立製作所サッカー部は解散）
- 1993年 - 日立FC柏レイソルに改称し、Jリーグ準会員となる
- 1995年 - Jリーグに正会員として加盟

## 成績
| 年度    | 所属          | 順位 | 勝点 | 勝 | 分              | 敗 | 得点 | 失点 | JSLカップ | 天皇杯       | 実業団選手権 | 都市対抗 | 監督       |
| ------- | ------------- | ---- | ---- | -- | --------------- | -- | ---- | ---- | --------- | ------------ | ------------ | -------- | ---------- |
| 1941    | 関東実業団4部 |      |      |    |                 |    |      |      |           |              |              |          |            |
|         |               |      |      |    |                 |    |      |      |           |              |              |          |            |
| 1948    | 関東実業団    |      |      |    |                 |    |      |      |           |              | -            |          |            |
| 1949    | 関東実業団    |      |      |    |                 |    |      |      |           | -            | -            |          |            |
| 1950    | 関東実業団    |      |      |    |                 |    |      |      |           | -            | -            |          |            |
| 1951    | 関東実業団    |      |      |    |                 |    |      |      |           | -            | 準優勝       |          |            |
| 1952    | 関東実業団    |      |      |    |                 |    |      |      |           | -            | 準優勝       |          |            |
| 1953    | 関東実業団    |      |      |    |                 |    |      |      |           | -            | 準優勝       |          |            |
| 1954    | 関東実業団    |      |      |    |                 |    |      |      |           | -            | 準優勝       |          |            |
| 1955    | 関東実業団    |      |      |    |                 |    |      |      |           | -            | 不明         | -        |            |
| 1956    | 関東実業団    |      |      |    |                 |    |      |      |           | -            | ベスト8      | -        |            |
| 1957    | 関東実業団    |      |      |    |                 |    |      |      |           | -            | 3位          | -        |            |
| 1958    | 関東実業団    |      |      |    |                 |    |      |      |           | -            | 優勝         | -        |            |
| 1959    | 関東実業団    |      |      |    |                 |    |      |      |           | -            | ベスト8      | -        |            |
| 1960    | 関東実業団    |      |      |    |                 |    |      |      |           | 3位          | 優勝         | -        |            |
| 1961    | 関東実業団    |      |      |    |                 |    |      |      |           | ベスト8      | 準優勝       | -        |            |
| 1962    | 関東実業団    |      |      |    |                 |    |      |      |           | -            | ベスト8      | -        |            |
| 1963    | 関東実業団    |      |      |    |                 |    |      |      |           | 準優勝       | 準優勝       | 優勝     |            |
| 1964    | 関東実業団    |      |      |    |                 |    |      |      |           | GL敗退       | 準優勝       | 準優勝   |            |
| 1965    | JSL           | 4位  | 17   | 8  | 1               | 5  | 35   | 19   |           | 1回戦敗退    |              |          | 鈴木徳衛   |
| 1966    | JSL           | 5位  | 13   | 5  | 3               | 6  | 24   | 28   |           | -            |              |          | 宮崎正義   |
| 1967    | JSL           | 6位  | 12   | 5  | 2               | 7  | 26   | 27   |           | 繰り上げ辞退 |              |          | 服部幸太郎 |
| 1968    | JSL           | 7位  | 8    | 3  | 2               | 9  | 17   | 31   |           | -            |              |          | 服部幸太郎 |
| 1969    | JSL           | 7位  | 10   | 3  | 4               | 7  | 17   | 27   |           | -            |              |          | 服部幸太郎 |
| 1970    | JSL           | 3位  | 16   | 6  | 4               | 4  | 21   | 18   |           | ベスト4      |              |          | 高橋英辰   |
| 1971    | JSL           | 4位  | 18   | 7  | 4               | 3  | 18   | 17   |           | ベスト4      |              |          | 高橋英辰   |
| 1972    | JSL1部        | 優勝 | 21   | 9  | 3               | 2  | 36   | 16   |           | 優勝         |              |          | 高橋英辰   |
| 1973    | JSL1部        | 2位  | 25   | 12 | 1               | 5  | 35   | 18   |           | 準優勝       |              |          | 高橋英辰   |
| 1974    | JSL1部        | 3位  | 19   | 7  | 5               | 6  | 33   | 22   |           | ベスト8      |              |          | 高橋英辰   |
| 1975    | JSL1部        | 3位  | 25   | 10 | 5               | 3  | 31   | 11   |           | 優勝         |              |          | 高橋英辰   |
| 1976    | JSL1部        | 5位  | 21   | 7  | 7               | 4  | 22   | 14   | 優勝      | ベスト8      |              |          | 高橋英辰   |
| 1977    | JSL1部        | 3位  | 46   | 9  | 6 (4PK勝-2PK敗) | 3  | 36   | 25   | GL敗退    | 1回戦敗退    |              |          | 胡崇人     |
| 1978    | JSL1部        | 5位  | 34   | 8  | 1 (1PK勝-0PK敗) | 9  | 26   | 30   | GL敗退    | ベスト8      |              |          | 胡崇人     |
| 1979    | JSL1部        | 3位  | 44   | 8  | 7 (5PK勝-2PK敗) | 3  | 23   | 18   | ベスト8   | ベスト4      |              |          | 野村六彦   |
| 1980    | JSL1部        | 5位  | 19   | 8  | 3               | 7  | 32   | 28   | 準優勝    | ベスト4      |              |          | 野村六彦   |
| 1981    | JSL1部        | 7位  | 13   | 5  | 3               | 10 | 22   | 27   | ベスト8   | 2回戦敗退    |              |          | 野村六彦   |
| 1982    | JSL1部        | 6位  | 19   | 8  | 3               | 7  | 29   | 27   | 1回戦敗退 | ベスト8      |              |          | 中村義喜   |
| 1983    | JSL1部        | 9位  | 12   | 3  | 6               | 9  | 14   | 22   | 2回戦敗退 | 1回戦敗退    |              |          | 中村義喜   |
| 1984    | JSL1部        | 10位 | 4    | 2  | 0               | 16 | 11   | 41   | ベスト4   | 2回戦敗退    |              |          | 中村義喜   |
| 1985    | JSL1部        | 8位  | 21   | 8  | 5               | 9  | 26   | 33   | 1回戦敗退 | 2回戦敗退    |              |          | 長岡義一   |
| 1986-87 | JSL1部        | 12位 | 6    | 1  | 4               | 17 | 13   | 43   | 2回戦敗退 | 1回戦敗退    |              |          | 長岡義一   |
| 1987    | JSL2部・東    | 4位  | 18   | 6  | 6               | 2  | 22   | 9    | 2回戦敗退 | 2回戦敗退    |              |          | 長岡義一   |
| 1987    | JSL2部・上位  | 4位  | 15   | 6  | 3               | 5  | 11   | 12   | 2回戦敗退 | 2回戦敗退    |              |          | 長岡義一   |
| 1988-89 | JSL2部・東    | 2位  | 19   | 7  | 5               | 2  | 18   | 9    | 2回戦敗退 | 地区予選敗退 |              |          | 長岡義一   |
| 1988-89 | JSL2部・上位  | 2位  | 18   | 8  | 2               | 4  | 13   | 9    | 2回戦敗退 | 地区予選敗退 |              |          | 長岡義一   |
| 1989-90 | JSL1部        | 12位 | 13   | 3  | 4               | 15 | 12   | 36   | 1回戦敗退 | 2回戦敗退    |              |          | 碓井博行   |
| 1990-91 | JSL2部        | 優勝 | 82   | 27 | 1               | 2  | 102  | 19   | 2回戦敗退 | 1回戦敗退    |              |          | 碓井博行   |
| 1991-92 | JSL1部        | 9位  | 25   | 6  | 7               | 9  | 22   | 30   | ベスト8   | ベスト8      |              |          | 碓井博行   |
| 1992    | 旧JFL1部      | 2位  | 40   | 12 | 4               | 2  | 37   | 19   |           | 地区予選敗退 |              |          | 碓井博行   |

## タイトル

### リーグ戦
- 日本サッカーリーグ（JSL）1部
  - 優勝 1回（1972）
  - 準優勝 1回（1973）
- 日本サッカーリーグ（JSL）2部
  - 優勝 1回（1990-91）
  - 準優勝 1回（1988-89）
- ジャパンフットボールリーグ（JFL）1部
  - 準優勝 1回（1992）

### カップ戦
- JSLカップ
  - 優勝 1回（1976）
  - 準優勝 1回（1980）
- 天皇杯全日本サッカー選手権大会
  - 優勝 2回（1972, 1975）
  - 準優勝 2回（1963, 1973）
- 全日本実業団サッカー選手権大会
  - 優勝 2回（1958, 1960）
  - 準優勝 7回（1951, 1952, 1953, 1954, 1961, 1963, 1964）
- 全国都市対抗サッカー選手権大会
  - 優勝 1回（1963）
  - 準優勝 1回（1964）

## 歴代監督
- 鈴木徳衛 1965
- 宮崎正義 1966
- 服部幸太郎 1967-1969
- 高橋英辰 1970-1976
- 胡崇人 1977-1978
- 野村六彦 1979-1981
- 中村義喜 1982-1984
- 長岡義一 1985-1989
- 碓井博行 1989-1992

## 歴代所属選手
- 野村六彦
- 山口芳忠
- 松永章
- 西野朗
- 池谷友良
- 下平隆宏
- 碓井博行
- 川上信夫
- 棚田伸
- ロペス
- ヘジス・アンジェリ
- 東海林毅
- 戸塚哲也
- 草野修治
- 郷司弘和
- 谷真一郎

- 佐々木雅尚
- 大橋昭好
- 星野晋吾
- 大倉智
- 飯田正吾
- 財前恵一
- 加藤望
- 沢田謙太郎
- 石川健太郎
- 大熊裕司
- 梶野智幸
- 田中信孝
- 加納大
- ネルシーニョ
- カレカ
- 横山雄次

## 新生・日立製作所本社サッカー部
1992年以降は、他のJリーグ所属クラブと同様に、アマチュアとして社内に残ったOBや新入社員などを中心として、新たに日立製作所本社サッカー部が設立された。東京都社会人サッカーリーグに所属。
| 年度 | 所属               | 順位 | 勝点 | 試合 | 勝 | 分 | 敗 | 得点 | 失点 | 差  | 監督 |
| ---- | ------------------ | ---- | ---- | ---- | -- | -- | -- | ---- | ---- | --- | ---- |
| 2004 | 東京都3部3ブロック | 7位  | 12   | 11   | 3  | 3  | 5  | 16   | 23   | -7  |      |
| 2005 | 東京都3部5ブロック | 6位  | 14   | 10   | 4  | 2  | 4  | 19   | 15   | 4   |      |
| 2006 | 東京都3部6ブロック | 4位  | 17   | 10   | 5  | 2  | 3  | 13   | 9    | 4   |      |
| 2007 | 東京都3部7ブロック | 優勝 | 28   | 10   | 9  | 1  | 0  | 29   | 8    | 21  |      |
| 2008 | 東京都2部3ブロック | 12位 | 6    | 12   | 2  | 0  | 10 | 11   | 32   | -21 |      |
| 2009 | 東京都3部3ブロック | 優勝 | 28   | 10   | 9  | 1  | 0  | 27   | 1    | 26  |      |
| 2010 | 東京都2部3ブロック | 9位  | 12   | 12   | 3  | 3  | 6  | 18   | 32   | -14 |      |
| 2011 | 東京都2部3ブロック | 11位 | 10   | 12   | 3  | 1  | 8  | 14   | 33   | -19 |      |
| 2012 | 東京都3部7ブロック |      |      |      |    |    |    |      |      |     |      |